# Signe Livbjerg
Signe Livbjerg, född den 21 februari 1980, är en dansk seglare.
Livbjerg tog OS-brons i europajolle i samband med de olympiska seglingstävlingarna 2004 i Aten. 2005 tog hon guld vid EM i europajolle i Helsingfors.